# Leon Cyboran
Leon Cyboran (ur. 30 sierpnia 1928 w Krakowie; zm. 6 czerwca 1977 w Warszawie) – filozof i badacz filozofii indyjskiej w powojennej Polsce.

## Życiorys
Absolwent ekonomii wrocławskiej (1952), filozofii ze specjalizacją z psychologii (Uniwersytet Wrocławski 1952) oraz filologii indyjskiej (Uniwersytet Warszawski 1963), uczeń profesorów Jana Legowicza i Eugeniusza Słuszkiewicza, miał rzadkie w świecie przygotowanie do zajmowania się klasyczną jogą - dziedziną filozofii indyjskiej, którą obrał za temat swej rozprawy doktorskiej (UW 1970) i (niedokończonej) habilitacji. Od roku 1972/73 wykładowca ATK, od 1973/74 KUL, gdzie kontynuował pracę Franciszka Tokarza. Po jego śmierci jego pracę na ATK i KUL kontynuowali jego uczniowie Tomasz Ruciński, Wiesław Kowalewicz oraz Maciej Stanisław Zięba.
Autor polskiego przekładu Jogasutr Patańdźalego wraz z komentarzem Wjasy, a zarazem nowej interpretacji jogi klasycznej w duchu jedności puruszy (monizmu spirytualistycznego), zamiast dotychczas powszechnie przyjmowanej koncepcji pluralizmu puruszów (w zgodzie z myślą pokrewnej szkoły sankhji). Z powodu tragicznej śmierci nie doprowadził do końca swych zamierzeń badawczych (m.in. badanie i przekład Wiwarany do Jogasutr, trójjęzyczne sanskrycko-łacińsko-polskie wydanie 13 Upaniszad w dwustulecie wydania Oupnek'hat Anquetil-Duperrona.
Na podstawie jogi klasycznej oraz wyników współczesnej mu psychologii (introspekcjonizm Mieczysława Kreutza i Bolesława Józefa Gaweckiego), uwzględniając elementy ezoterycznej lingwistyki, opracował oryginalny system filozoficzny nazwany aharamą. Swą filozofię wcielał w życie.
W uznaniu zasług za życia otrzymał indyjskie imię Siṁha Śivovarṇ lub (według innej relacji) Siṁha Śivorām (gdzie siṁha znaczy lew = Leon (zarazem "lew" symbolizuje zwycięstwo); Śiva to imię boga joginów, Rāma to imię innego ważnego boga hinduizmu, varṇa to stan, grupa społeczna, ród), czyli "(Zwycięski) Lew z rodu Śiwy" (ze stanu joginów).

## Wybrane publikacje
- Filozofia jogi - próba nowej interpretacji, PWN, Warszawa 1973 ISBN 83-01-05354-2.
  - - przekład rosyjski: W. Danczenko / В. Данченко, Философия йоги. Попытка новой интерпретации (Пуруша как субъектное бытие в "Йогасутрах") [Fiłozofija jogi. Popytka nowoj intierprietacii (Purusza kak subjektnoje bytije w "Jogasutrach")], Самиздат [Samizdat], Киев [Kijew] 1977 dostępne online: PSYLIB (Библиотека Фонда содействия развитию психической культуры, Киев [Bibliotieka Fonda sodiejstwija razwitiju psichiczeskoj kultury, Kijew]), 2004, dostęp: 03.02.2017.
- Klasyczna joga indyjska. Jogasutry przypisywane Patańdżalemu i Jogabhaszja, czyli komentarz do Jogasutr przypisywany Wjasie. Przełożył z sanskrytu, opatrzył przypisami, napisał wstęp i posłowie oraz ułożył słownik terminów Leon Cyboran. Przygotował do druku i przedmową opatrzył Wiesław Kowalewicz, "Biblioteka Klasyków Filozofii", PWN, Warszawa 1986 ISBN 83-01-05354-2 - zawiera przedruk najważniejszych artykułów L. Cyborana.
  - - wyd. 2 zmienione: Jogasutry przypisywane Patańdżalemu i Jogabhaszja czyli komentarz do Jogasutr przypisywany Wjasie. Z sanskrytu przełożył, przypisami opatrzył, wstępem poprzedził Leon Cyboran. Przekład z rękopisów do druku przygotował, przypisy uzupełnił Wiesław Kowalewicz, PWN, Warszawa 2014 ISBN 978-83-01-17763-8 (oprawa miękka), ISBN 978-83-01-17764-5 (oprawa twarda).
- Tajemnica jogi, red. Teresa Malinowska-Kofroń, Wyd. TEMAKO, Warszawa 1997 ISBN 83-907022-0-7.
- Sanskryt filozoficzny. Sanskryt na wydziałach filozoficznych, "Studia Indologiczne", 2007 (14), s. 100-104 ISSN 1232-4663 dostępne online (kopia Internet Archive), dostęp: 03.02.2017.
- Recenzja książki Stanisława Jedynaka "Etyka Starożytnego Wschodu", "Anthropos. Prace Instytutu Filozofii UMCS", 2001, s. ...
- Joga klasyczna - podstawy systemu, "Studia Indologiczne" 2012 (19), s. 239-271 ISSN 1232-4663 dostępne online (link martwy od 01.11.2016) - wykład wygłoszony w TPPI 13.04.1977, opracowany z nagrania magnetofonowego przez Tadeusza Suchockiego.
- Myśli głupie i niegłupie. Aforyzmy oraz inne drobne utwory, red. Tadeusz Suchocki, Wyd. Zofia Muzyka, Warszawa 2016 ISBN 978-83-944268-0-4.
- Filozofia indyjska w Katolickim Uniwersytecie Lubelskim, red. Marta Kudelska, Maciej Stanisław Zięba, Wyd. KUL, Lublin 2019, s. 229-266 ISBN 978-83-8061-788-9. (przedruk czterech opublikowanych artykułów z dodatkiem niepublikowanego wcześniej Filozofia indyjska na wydziałach filozoficznych katolickich uczelni w Polsce).